# Distrito electoral de Jefferson
El municipio de Jefferson (en inglés: Jefferson Township) es un municipio ubicado en el condado de Stephenson en el estado estadounidense de Illinois. En el año 2010 tenía una población de 268 habitantes y una densidad poblacional de 5,67 personas por km².

## Geografía
Según la Oficina del Censo de los Estados Unidos, el municipio tiene una superficie total de 47.29 km², de la cual 47,29 km² corresponden a tierra firme y (0 %) 0 km² es agua.

## Demografía
Según el censo de 2010, había 268 personas residiendo. La densidad de población era de 5,67 hab./km². De los 268 habitantes, estaba compuesto por el 93,28 % blancos, el 2,99 % eran afroamericanos, el 2,61 % eran de otras razas y el 1,12 % eran de una mezcla de razas. Del total de la población el 4,1 % eran hispanos o latinos de cualquier raza.